# تيرقا
تيرقا (بالإنجليزية: Terqa)‏ هو اسم مدينة قديمة تم اكتشافها في موقع تل عشارة (بالإنجليزية: Tell Ashara)‏ على ضفاف نهر الفرات الأوسط في محافظة دير الزور في سوريا على بعد حوالي 80 كيلومترًا (50 ميلًا) من الحدود الحديثة مع العراق و 64 كيلومترًا (40 ميلًا) شمال موقع مملكة ماري القديم في سوريا. أصبح اسمها سيرقو (بالإنجليزية: Sirqu)‏ خلال العصور الآشورية الحديثة.

## تاريخ

بلاد الرافدين في الألفية الثانية قبل الميلاد

لا يُعرف سوى القليل عن التاريخ المبكر لتيرقا، على الرغم من أنها كانت كيانًا كبيرًا حتى في عصر فجر السلالات في بلاد الرافدين القديمة.
في الألفية الثانية قبل الميلاد، كانت تيرقا تحت سيطرة الملك الآشوري شمشي-أداد الأول، تليها سيطرة مملكة ماري في زمن ملك ماري زيمري-ليم، ثم سيطرة بلاد بابل بعد هزيمة مملكة ماري على يد الملك حمورابي من السلالة البابلية الأولى. وأصبحت تيرقا المدينة الرائدة في مملكة خانا بعد انهيار بلاد بابل. في وقت لاحق، سقطت تيرقا تحت سلطة سلالة بابل الكيشية وفي النهاية تحت سيطرة الإمبراطورية الآشورية الحديثة. تم العثور على شاهدة للملك الآشوري توكولتي-نينورتا الثاني في تيرقا.
كان الإله الرئيسي لتيرقا هو داغان.
الحكام المقترحون لتيرقا
| الحاكم        | فترة الحكم المقترحة | ملاحظات                                                |
| ------------- | ------------------- | ------------------------------------------------------ |
| ياباه-سومو    | حوالي 1700          |                                                        |
| إيزي-سومو-أبو |                     |                                                        |
| ياديخ-أبو     |                     | معلصر للملك البابلي شامشو-إيلونا، أسماء 7 سنوات معروفة |
| كاستيلياسو    |                     | أسماء 4 سنوات معروفة                                   |
| شونهرو-أمو    |                     | أسماء 4 سنوات معروفة                                   |
| أمي-مادار     |                     | أسماء سنة واحدة معروفة                                 |
| إيسار-ليم     |                     | أسماء سنة واحدة معروفة                                 |
| ياغيد-ليم     |                     |                                                        |
| ليش-داعان     |                     | أسماء سنة واحدة معروفة                                 |
| حامورابيه     |                     | أسماء 4 سنوات معروفة                                   |
| بارشاتاتار    |                     | ملك ميتاني                                             |

## الآثار
تبلغ مساحة الموقع الرئيسي حوالي 20 فدانًا (8.1 هكتار) ويبلغ ارتفاعه 60 قدمًا (18 مترًا). تغطي بلدة العشارة الحديثة بقايا تيرقا جزئياً، مما يحد من إمكانيات التنقيب.
تم التنقيب في الموقع لفترة وجيزة من قبل إرنست هرتسفلد في عام 1910. أجرى فرانسوا ثورو-دانغان وبي. دورني 5 أيام من التنقيب في عام 1923.
تم التنقيب عن تيرقا لمدة 10 مواسم بين عامي 1974 و1986 من قبل فريق من المعهد الدولي لدراسات منطقة بلاد الرافدين بما في ذلك معهد علم الآثار في جامعة كاليفورنيا في لوس أنجلوس، جامعة ولاية كاليفورنيا في لوس أنجلوس، جامعة جونز هوبكنز، جامعة أريزونا وجامعة بواتيي الفرنسية. قاد الفريق العلمي كل من جورجيو بوتشيلاتي ومارلين كيلي-بوتشيلاتي. تولى فريق فرنسي بقيادة أوليفييه رواولت من جامعة ليون بعد عام 1987 عملية التنقيب واستمر في العمل هناك حتى تدهورت الظروف المحلية حوالي عام 2010.
يوجد حوالي 550 لوحًا مسماريًا من تيرقا محفوظة في متحف دير الزور.
تشمل الميزات البارزة الموجودة في تيرقا:
- جدار مدينة يتكون من ثلاثة جدران حجرية متحدة المركز، ارتفاع 20 قدمًا (6.1 مترًا) وعرضها 60 قدمًا (18 مترًا)، ويواجهه خندق يبلغ عرضه 60 قدمًا (18 مترًا). تغطي الأسوار مساحة إجمالية تبلغ حوالي 60 فدانًا (24 هكتارًا)، وقد تم بناؤها حوالي 3000 قبل الميلاد وكانت مستخدمة حتى 2000 قبل الميلاد على الأقل.
- معبد مكرس للإلهة نينكاراك يعود تاريخه إلى الألفية الثالثة على الأقل. واشتملت اكتشافات المعبد على وجود الجعران الفرعوني.[10]
- بيت بوزوروم، حيث تم العثور على أرشيف كبير ومهم من الألواح الطينية.

### معبد نينكاراك
كانت نينكاراك إلهة الشفاء القديمة. تم التعرف على معبدها بناءً على لوح به قائمة من القرابين يبدأ باسمها، وبواسطة الأختام المذكورة للإلهة. تم العثور هنا على الآلاف من الخرزات المصنوعة من مواد ثمينة مثل العقيق والعقيق الأحمر واللازورد.
كما عثر علماء الآثار على عدد من التماثيل البرونزية الصغيرة لكلاب داخل المعبد أيضًا. وكانت الكلاب هي الحيوانات المقدسة لدى الإلهة نينكاراك.
كما تم العثور على فأس احتفالية وسيف معقوف به نقش تعبدي يذكر نينكاراك، وكلاهما من البرونز.
تم تأريخ الاستقرار اليشري المبكر للهيكل إلى نفس الفترة تقريبًا مثل عهود ثلاثة ملوك من تيرقا. أقدمهم كان ياديخ-أبو، وهو أحد معاصري الملك البابلي شامشو إيلونل ، الذي هزمه ملك تيرقا ياديخ-أبو في عام 1721 قبل الميلاد. كما حكم ملكا تيرقا كشتلياش وشونهرو-أمو خلال هذه الفترة. تم إعادة تشكيل المعبد عدة مرات.
تمثل الجعران الفرعونية الموجودة في معبد نينكاراك المثال الشرقي المعروف لمثل هذه الأشياء في مستودع مختوم يعود تاريخه إلى السلالة البابلية الأولى. تُنسب إلى حوالي 1650-1640 قبل الميلاد، أو الأسرة المصرية الخامسة عشر. تعتبر الكتابة الهيروغليفية المكتوبة عليها «سيئة التنفيذ» إذ «يساء فهمها أحيانا»، مما يشير إلى الأصل الشامي وليس المصري لتلك الكتابات. كما عُرف جعران مماثل في جبيل وصيدا وأوغاريت.

### معبد لاغامال
كان لاغامال إله يعبد في بلاد الرافدين بشكل رئيسي في مدينة دلبات، لكنه كان بارزًا في تيرقا أيضًا، وكذلك في شوشان. وكان إلهًا مرتبطًا بالعالم السفلي.
في غالبية المصادر المعروفة، كان لاغامال إله ذكرا، لكنه كان يعتبر إلهة إنثى وليس إلهًا ذكرا في تيرقا.

### مخزن التبريد

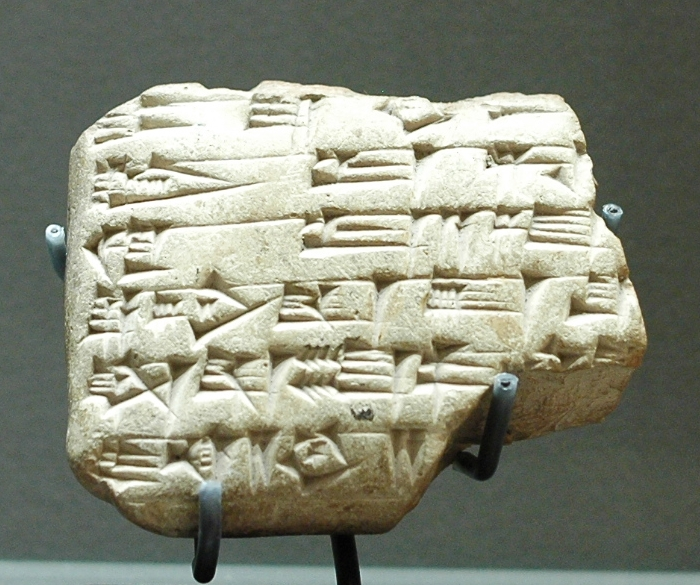
لوح زمري ليم ملك مملكة ماري، بخصوص تأسيس بيت الجليد في تيرقا. طين مخبوز ، حوالي 1780 ق.م. متحف اللوفر

قد يكون قد تم بناء أقدم بيت الجليد في العالم في تيرقا. تم تسجيله في لوح مسماري من حوالي في عام 1780 قبل الميلاد، أمر ملك مملكة ماري زيمري-ليم بمثل هذا البناء في تيرقا، وهو «الذي لم يبنه ملك من قبل».

### التجارة
تم العثور هنا على أدلة على الاتصالات التجارية مع نهر السند. وجد عالم الآثار جورجيو بوتشيلاتي القرنفل وهو أحد التوابل المهمة في منزل محترق يعود تاريخه إلى عام 1720 قبل الميلاد.
«في مخزن منزل يملكه فرد يُدعى بوزوروم، مؤرخ بألواح تعود إلى عام 1700 قبل الميلاد أو بعد ذلك بقليل تم العثور على 'حفنة من القرنفل ... محفوظة جيدًا في إناء مقلوب جزئيًا ومتوسط الحجم'.»
بما أن هذا المنزل موصوف بكونه متوسط الحجم ، يبدو أن القرنفل كان متاحًا بالفعل لعامة الناس في تيرقا في ذلك الوقت.
يعود أصل القرنفل إلى جزر الملوك قبالة سواحل إندونيسيا، وقد استخدم على نطاق واسع في الهند القديمة. كان هذا أول دليل على استخدام القرنفل في الغرب قبل العصر الروماني. تم الإبلاغ عن هذا الاكتشاف لأول مرة في عام 1978.

### علم الوراثة
تم تحليل الحمض النووي القديم للميتوكوندريا من بقايا (أسنان) تم اكتشافها حديثًا لأربعة أفراد ترسبوا بعمق في تربة قلوية قليلاً لتيرقا وتل مسايخ القديمة (كار-أسورناسربال القديمة، الواقعة على نهر الفرات على بعد 5 كيلومترات (5000 متر) من المنبع من تيرقا) وتم تحليلها في عام 2013. بتاريخ الفترة ما بين 2.5 ألف سنة قبل الميلاد و 0.5 ألف سنة بعد الميلاد، حمل الأفراد المدروسون أنماطًا فردية من الحمض النووي الريبي المتماثل «M4b1 و M49 و M61 هابلوغروب»، والتي يعتقد أنها نشأت في منطقة شبه القارة الهندية خلال العصر الحجري القديم الأعلى وتغيب عن الناس يعيشون اليوم في سوريا. ومع ذلك، فهي موجودة في الناس الذين يسكنون اليوم الهند وباكستان والتبت وجبال الهيمالايا. توصلت دراسة عام 2014 مكملة لدراسة 2013 واستنادًا إلى تحليل 15751 عينة من الحمض النووي إلى الاستنتاج ، أن «مجموعات هابلوغروب M65a و/أو M49 و/أو M61 التي تحمل سكان بلاد الرافدين القدامى ربما كانوا تجارًا من الهند».